# Renzo Tondo
Renzo Tondo (Tolmezzo, 7 d'agost de 1956) és un polític i empresari italià. El 1979 es llicencià en ciències polítiques a la Universitat de Trieste i s'inicià en política com a alcalde del seu municipi. Fou assessor regional de Forza Italia de 1998 a 2001 i president regional de 2001 a 2003. Fou elegit diputat a les eleccions legislatives italianes de 2006 pel Poble de la Llibertat, i com a cap de la coalició de centredreta, fou elegit president regional a les eleccions regionals de Friül-Venècia Júlia de 2008 amb el 53,82% dels vots.